# Norm Gratton
Normand Lionel Gratton (LaSalle, 22 dicembre 1950 – Montreal, 10 dicembre 2010) è stato un hockeista su ghiaccio canadese.

## Carriera
Si impose all'attenzione degli scout NHL quando giocava coi Montreal Jr. Canadiens, coi quali si aggiudicò per due volte (1969 e 1970) la Memorial Cup.
Fu scelto dai New York Rangers al draft 1970, ma nei due anni successivi raccolse solo tre presenze in NHL, giocando perlopiù in American Hockey League con gli Omaha Knights. Nel giugno del 1972 passò agli Atlanta Flames che lo scelsero nell'expansion draft. Rimase coi Flames fino al successivo mese di febbraio, quando passò ai Buffalo Sabres in cambio di Butch Deadmarsh.
Dopo oltre 100 incontri giocati, nel gennaio del 1975 passò ai Minnesota North Stars con cui disputò l'ultima parte della stagione e l'intera stagione successiva.
Si ritirò giovanissimo, non ancora ventisettenne, al termine della stagione 1976-1977 giocata in North American Hockey League coi Maine Nordiques.

## Vita privata
Norm Gratton proviene da una famiglia di hockeisti: era il fratello maggiore dell'eccentrico portiere Gilles Gratton, e lo zio di un altro portiere, Frédéric Cloutier.
È morto nella sua casa di LaSalle, divenuto nel frattempo un quartiere di Montréal, il 10 dicembre 2010.

## Palmarès

### Giovanili
- Memorial Cup: 2

Montreal Jr. Canadiens: 1969, 1970